# Coelites sylvarum
Coelites sylvarum är en fjärilsart som beskrevs av Hans Fruhstorfer 1902. Coelites sylvarum ingår i släktet Coelites och familjen praktfjärilar. Inga underarter finns listade i Catalogue of Life.